# Dendrobium incurvociliatum
Dendrobium incurvociliatum är en orkidéart som beskrevs av Johannes Jacobus Smith. Dendrobium incurvociliatum ingår i släktet Dendrobium, och familjen orkidéer. Inga underarter finns listade i Catalogue of Life.